# Фројденберг (Баден)
Фројденберг (њем. Freudenberg) град је у њемачкој савезној држави Баден-Виртемберг. Једно је од 18 општинских средишта округа Маин-Таубер-Крајс. Према процјени из 2010. у граду је живјело 3.901 становника. Посједује регионалну шифру (AGS) 8128039.

## Географски и демографски подаци
Фројденберг се налази у савезној држави Баден-Виртемберг у округу Маин-Таубер-Крајс. Град се налази на надморској висини од 133 метра. Површина општине износи 34,8 km². У самом граду је, према процјени из 2010. године, живјело 3.901 становника. Просјечна густина становништва износи 112 становника/km².

## Међународна сарадња
| Мјесто             | Држава    | Врста сарадње | Од    |
| ------------------ | --------- | ------------- | ----- |
| Сент Арну ан Ивлен | Француска | партнерство   | 1993. |
| Извор              |           |               |       |